# Lublin (cràter)
Lublin és un cràter de l'asteroide del cinturó principal (253) Mathilde, situat amb el sistema de coordenades planetocèntriques a 55.3 ° de latitud nord i 156.8 ° de longitud est. Fa un diàmetre de 6.5 km. El nom va ser fet oficial per la UAI l'any 2000 i fa referència a Lublin, conca de carbó de Polònia.